# Доисторическая Швейцария
Доисторическая Швейцария — период в истории Швейцарии, начинающийся с образования самых ранних поселений на её территории, и продолжающийся вплоть до начала правления Габсбургов.

## Палеолит
Кремнёвые инструменты из Алтархёле (пещеры Вильдкирхли) датировали последней фазой неандертальской культуры мустье — около 40 тысяч лет назад.
Археологические данные из пещер Вильдкирхли в Аппенцелле, из пещер близ Шаффхаузена и др., свидетельствуют, что охотники-собиратели обосновались в низинах к северу от Альп уже в конце верхнего палеолита.
В Бишонском гроте были обнаружены останки представителя азильской культуры, жившего 13 560–13 770 лет назад. У него были определены Y-хромосомная гаплогруппа I2a1a1 (субклад I-Y28222*) и митохондриальная гаплогруппа U5b1h. Он имел карие глаза, чёрные волосы и смуглую кожу.

## Неолит
В неолитической Центральной Европе, и в частности, на Швейцарском плато, с 5 тысячелетия до н. э. доминировала культура линейно-ленточной керамики (КЛЛК).
В эпоху неолита Швейцария была населена относительно плотно, о чём свидетельствуют многочисленные археологические находки. В это время жители Швейцарии — потомки местного варианта КЛЛК — обитают в основном в свайных постройках на мелководье местных озёр. Население свайных построек, сравнительно многочисленное (его определяют для Швейцарии в 100 и более тысяч человек), жило земледелием, скотоводством и рыболовством (о последнем свидетельствуют найденные сети и стрелы с наконечниками из рыбьих костей), имело уже приручённых лошадь, корову, овцу, козу, свинью, собаку, знало гончарное производство, умело делать оружие и орудия из бронзы, рядом с которыми встречаются в значительном количестве и каменные орудия, очевидно, наследие ещё более глубокой старины. Причина, заставившая людей селиться на воде, не выяснена (предположение некоторых исследователей, что свайные постройки имели значение складочных мест, временных стоянок, рядом с которыми должны были быть не сохранившиеся сухопутные жилища, вряд ли допустимо), но факт не подлежит сомнению.
На поселении хоргенской культуры в Прессехаусе было найдено колесо с квадратным отверстием для крепления оси, ось вращалась вместе с колёсами. Методом дендрохронологии оно датируется 3200 годом до н. э. В отличие от находок в Швейцарии и Германии в степном регионе, а также в Нидерландах и Дании отверстия в колёсах были круглыми, ось крепилась к корпусу повозки, а это значит, что различные европейские традиции изготовления повозок возникли ещё до 3200 года до н. э.
На рубеже 3 тысячелетия до н. э. развившиеся на основе КЛЛК культуры граничили с юго-западным пределом культуры шнуровой керамики. В начале 3 тысячелетия до н. э. на территорию Швейцарии проникает традиция колоколовидных кубков, связанная уже с бронзовым веком.

## Бронзовый век
Носители индоевропейских языков проникают на территорию Швейцарии не позднее 2 тысячелетия до н. э. (скорее всего, даже ранее). С XIII века до н. э. в Швейцарии распространяется культура полей погребальных урн, в составе которой были носители кельтских, и, возможно, также италийских языков.

## Доримский железный век
В X—V веков до н. э. территория Швейцарии входила в сферу Гальштатской культуры, где доминировали кельты и иллирийцы, а с V века до н. э. — в сферу латенской культуры, где также доминировали кельты. В I веке до н. э. (поздний Ла-Тен) швейцарское плато заняло кельтские племена гельветов на западе и винделиков на востоке, тогда как альпийскую часть восточной Швейцарии занимали реты, близкие по языку к этрускам.
Приблизительно одновременно с переходом от бронзового периода к железному, совершившимся в Швейцарии очень рано (может быть, одновременно с таким же переходом в Греции и Италии, то есть в первой половине первого тысячелетия до н. э., 1000—500 года), произошло изменение образа поселения: свайные деревни покидаются и люди селятся на суше. Нет указаний на то, чтобы этот переход совершился при порабощении, вытеснении или истреблении прежнего населения новопришедшим. Несмотря на всю древность начатков культуры в Швейцарии, не уступающую древности их в Греции, история Швейцарии начинается очень поздно. Первые исторические свидетельства о населении этой страны восходят только ко II веку до н. э., но сколько-нибудь обстоятельные сведения о них имеются только у Юлия Цезаря. Даже после Цезаря история Швейцарии весьма темна и ограничивается сведениями, почерпнутыми из римских источников; история на основании самостоятельных швейцарских источников начинается позже, чем история соседних областей Германии или Франции.